# Avon (Connecticut)
Avon város az USA Connecticut államában, Hartford megyében. Lakosainak száma 18 932 fő (2020. április 1.).

## Népesség
A település népességének változása:

| 2010 | 18 098 |
| 2020 | 18 932 |